# Meiogyne monosperma
Meiogyne monosperma là loài thực vật có hoa thuộc họ Na. Loài này được (Hook. f. & Thomson) Heusden mô tả khoa học đầu tiên năm 1994.